# 高原コマキ
高原コマキ（たかはら こまき、1981年11月22日 - ）は、日本の女優、タレント。所属事務所はCES。

## 出演

### 映画
- 天使がくれたもの
- DAIRY

### テレビドラマ
- きらきら研修医
- 相棒
- 夢をかなえるゾウ(女の幸せ篇)（2008年10月2日　日本テレビ/読売テレビ）谷弥生役

### 舞台
猫の会番外公演　猫のサロン ～奇譚集～

### CM
- メガネスーパー
- ゼファーマ「カコナール」
- アリコジャパン
- P&G ファブリーズ 「かおるちゃんちのソファ編」(2010年)